# Aimery Ier de Châtellerault
Pour les articles homonymes, voir Châtellerault (homonymie).
Aimery Ier de Châtellerault (Aimeric ou Aimeri ou Aimery,) (né vers 1077 – décédé le 7 novembre 1151), était un vicomte de Châtellerault et le père d'Aénor de Châtellerault. Par sa fille, il était le grand-père d'Aliénor d'Aquitaine, successivement reine de France et d'Angleterre.

## Famille
Aimery est le fils de Boson II de Châtellerault et de son épouse Adénor de Thouars. Ses grands-parents paternels étaient Hugues I de Châtellerault et son épouse, Gerberge. Ses grands-parents maternels étaient Aimery IV, vicomte de Thouars et Arengarde de Mauléon,.

## Vie

### Mariage
Aimery était marié à Amalberge ou Dangereuse de l'Isle Bouchard, dite la Maubergeonne, fille de Barthélémy de l'Isle Bouchard et de son épouse Gerberge de Blaison. Leur mariage a donné quatre ou cinq enfants :
- Hugues II (1110-1172), succède à son père comme vicomte de Châtellerault[8] ;
- Raoul, devenu seigneur de Faye-la-Vineuse par son mariage avec Elisabeth de Faye[8] ;
- Aénor (c. 1103  - mars 1130), qui épousa Guillaume X, duc d'Aquitaine[8]. Elle était la mère de la duchesse Aliénor, de Petronille et de Guillaume Aigret, mort à l'âge de quatre ans. Aliénor est devenue duchesse d'Aquitaine à part entière, ainsi que deux fois reine, à travers des mariages successifs avec Louis VII de France et Henri II d'Angleterre ;
- Amable, épouse de Vulgrin II, comte d'Angoulême[9],[10].
- Haois (Aois ou Aavis)[11], qui épouse peut-être[12] Pierre-Hélie de Chauvigny[13].

### Le scandale
Vers 1114/1115,, après sept ans de mariage, Amauberge est " enlevée " de sa chambre par Guillaume IX, duc d'Aquitaine. Elle a été emmenée dans une tour du palais ducal de Poitiers, la tour Maubergeon. En conséquence, Amalberge ou Amauberge ou Dangereuse a été surnommée " la Maubergeonne ". Des enlèvements comme ceux-ci étaient assez courants chez les nobles au Moyen Âge. Cependant, dans ce cas particulier, elle semble avoir contribué volontiers à l'affaire. Le duc d'Aquitaine, le plus ancien des troubadours connus dont l'œuvre nous soit parvenue, était très populaire auprès des femmes de son temps et était connu pour avoir eu de nombreuses liaisons amoureuses. Cependant, la vicomtesse allait devenir sa maîtresse pour le reste de sa vie. Il n'y a aucune trace de plainte d'Aimery. On pense que c'est parce que le vicomte craignait la colère de son puissant suzerain. Ce serait l'épouse du duc, Philippie de Toulouse, qui aurait pris des mesures contre " l'enlèvement " et le scandale. Ses actions conduisirent à la fois Guillaume et Dangereuse à être excommuniés par le pape. Guillaume a utilisé sa richesse et son pouvoir pour finalement se réconcilier avec le Pape et a été relevé de son excommunication en 1117, après avoir accepté de pourvoir aux vacances des évêchés et particulièrement celui de Poitiers. En 1121, la fille d'Aimery et de Dangereuse, Aénor, épousa le fils et l'héritier de Guillaume IX, qui deviendra le duc Guillaume X d'Aquitaine. On pense que cette union a vu le jour à la demande de Dangereuse. Les historiens ne voient pas d'autre raison à l'union d'un homme aussi puissant avec la fille d'un vassal mineur. Le mariage donna naissance à trois enfants dont Aliénor d'Aquitaine.

### Dernières années
À la fin de sa vie, Aimery devient moine à l'abbaye Notre-Dame de Noyers, au nord de sa vicomté de Châtellerault